# Maccabi Czerniowce
Maccabi Czerniowce (hebr.: מועדון הכדורגל מכבי טשערנאװיץ, Moadon HaKaduregel Maccabi Czernowic) – żydowski klub piłkarski z siedzibą w Czerniowcach.

## Historia
Chronologia nazw:
- 1909—1910: Blau-Weiß Czerniowce (niem. Wanderbund Blau-Weiß Czernowitz)
- 1910—1914: Hakoah Czerniowce (niem. Sportklub Hakoah Czernowitz)
- 1914—1940: Maccabi Czerniowce (niem. Sport-und Turnverein Maccabi Cernăuți)

Piłkarska drużyna Blau-Weiß Czerniowce została założona w Czerniowcach w 1909 roku. W maju 1910 roku ustalona nazwa Sportklub Hakoah Czerniowce, która została zmieniona w 1914 na Sport-und Turnverein Maccabi Czerniowce
Klub występował w lokalnych rozgrywkach Mistrzostw Bukowiny i trzy razy w Mistrzostwach Rumunii. W 1940 z przyjściem wojsk radzieckich został rozwiązany.

## Sukcesy
- mistrz Bukowiny: 1920, 1922 (wiosna), 1927, 1931, 1932
- półfinalista Mistrzostw Rumunii: 1932

## Inne
- Dowbusz Czerniowce
- Dragoș Vodă Czerniowce
- Hakoah Czerniowce
- Jahn Czerniowce
- Muncitorul Czerniowce